# 카타르 스타스 리그
카타르 스타스 리그는 카타르의 최상위 축구 리그이다. 카타르 스타스 리그는 1963년에 비공식 리그로 시작되어 1972-73 시즌부터 공식적인 리그로 인정받아 현재에 이르고 있는데 최다 우승 팀은 알사드 SC로 17회 우승 기록을 가지고 있다. 1부 리그의 모든 팀은 프로축구 팀이다.

## 리그 구조
카타르 스타스 리그에도 다른 유럽의 리그들처럼 승강제가 존재한다. 1부리그 최하위 팀은 2부 리그로 강등되고 2부리그 카타르 세컨드 디비전 리그 우승 팀은 1부 리그로 승격한다. 2부 리그에서는 강등되는 팀이 없다.

## 참가팀
| 구단명     | 연고지   | 스타디움                  |
| ---------- | -------- | ------------------------- |
| 알가라파   | 도하     | 타니 빈 자심 스타디움     |
| 알두하일   | 도하     | 압둘라 빈 칼리파 스타디움 |
| 알라이얀   | 알라이얀 | 아흐메드 빈 알리 스타디움 |
| 알사드     | 도하     | 자심 빈 하마드 스타디움   |
| 알사일리야 | 도하     | 하마드 빈 칼리파 스타디움 |
| 알샤말     | 아시샤말 | 알샤말 SC 스타디움        |
| 알아라비   | 도하     | 그랜드 하마드 스타디움    |
| 알아흘리   | 도하     | 하마드 빈 칼리파 스타디움 |
| 알와크라   | 알와크라 | 알자누브 스타디움         |
| 알코르     | 알코르   | 알코르 스타디움           |
| 움살랄     | 도하     | 타니 빈 자심 스타디움     |
| 카타르 SC  | 도하     | 카타르 SC 경기장          |

## 역대우승 팀
| - 1963-64 : 알마레프 - 1964-65 : 알마레프 - 1965-66 : 알마레프 - 1966-67 : 알오루바 - 1967-68 : 알오루바 - 1968-69 : 알오루바 - 1969-70 : 알오루바 - 1970-71 : 알오루바 - 1971-72 : 알사드 - 1972-73 : 알에스테크랄 - 1973-74 : 알사드 - 1974-75 : 우승 팀 없음 - 1975-76 : 알라이얀 - 1976-77 : 알에스테크랄 - 1977-78 : 알라이얀 - 1978-79 : 알사드 - 1979-80 : 알사드 | - 1980-81 : 알사드 - 1981-82 : 알사드 - 1982-83 : 알라이얀 - 1983-84 : 알아라비 - 1984-85 : 알라이얀 - 1985-86 : 알아라비 - 1986-87 : 알라이얀 - 1987-88 : 알사드 - 1988-89 : 알사드 - 1989-90 : 알사드 - 1990-91 : 알라이얀 - 1991-92 : 알아라비 - 1992-93 : 알이티하드 - 1993-94 : 알아라비 - 1994-95 : 알아라비 - 1995-96 : 알라이얀 - 1996-97 : 알아라비 | - 1997-98 : 알아라비 - 1998-99 : 알이티하드 - 1999-00 : 알와크라 - 2000-01 : 알사드 - 2001-02 : 알와크라 - 2002-03 : 알이티하드 - 2003-04 : 카타르 SC - 2004-05 : 알가라파 - 2005-06 : 알사드 - 2006-07 : 알사드 - 2007-08 : 알가라파 - 2008-09 : 알가라파 - 2009-10 : 알가라파 - 2010-11 : 레크위야 - 2011-12 : 레크위야 - 2012-13 : 알사드 - 2013-14 : 레크위야 | - 2014-15 : 레크위야 - 2015-16 : 알라이얀 - 2016-17 : 레크위야 - 2017-18 : 알두하일 - 2018-19 : 알사드 - 2019-20 : 알두하일 - 2020-21 : 알사드 |

## 클럽별 우승횟수
| 클럽       | 우승횟수 |
| ---------- | -------- |
| 알사드     | 17       |
| 알라이얀   | 8        |
| 알두하일   | 7        |
| 알가라파2  | 7        |
| 알아라비   | 7        |
| 알오루바1  | 5        |
| 카타르 SC4 | 3        |
| 알마레프3  | 3        |
| 알와크라   | 2        |

- 1 : 알오루바는 1971-72 시즌이 끝난 이후에 카타르 SC에 합병되어 알에스테그랄이라는 클럽이 되었다.
- 2 : 알가라파 SC는 2004년 이전까지는 알이티하드라는 이름이었다.
- 3 : 알 마레프는 1966-67 시즌을 끝으로 해체되었다.
- 4 : 카타르 SC는 1981년 이전까지는 알에스테그랄이라는 이름이었다.

## 같이 보기
- 카타르 축구 국가대표팀